# Скіфи

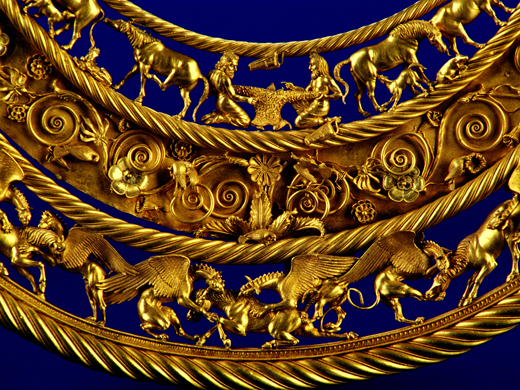
Фрагмент пекторалі із Товстої Могили, 4 ст. до н. е. У верхній частині зображені скіфи, що тримають шкуру тварини.

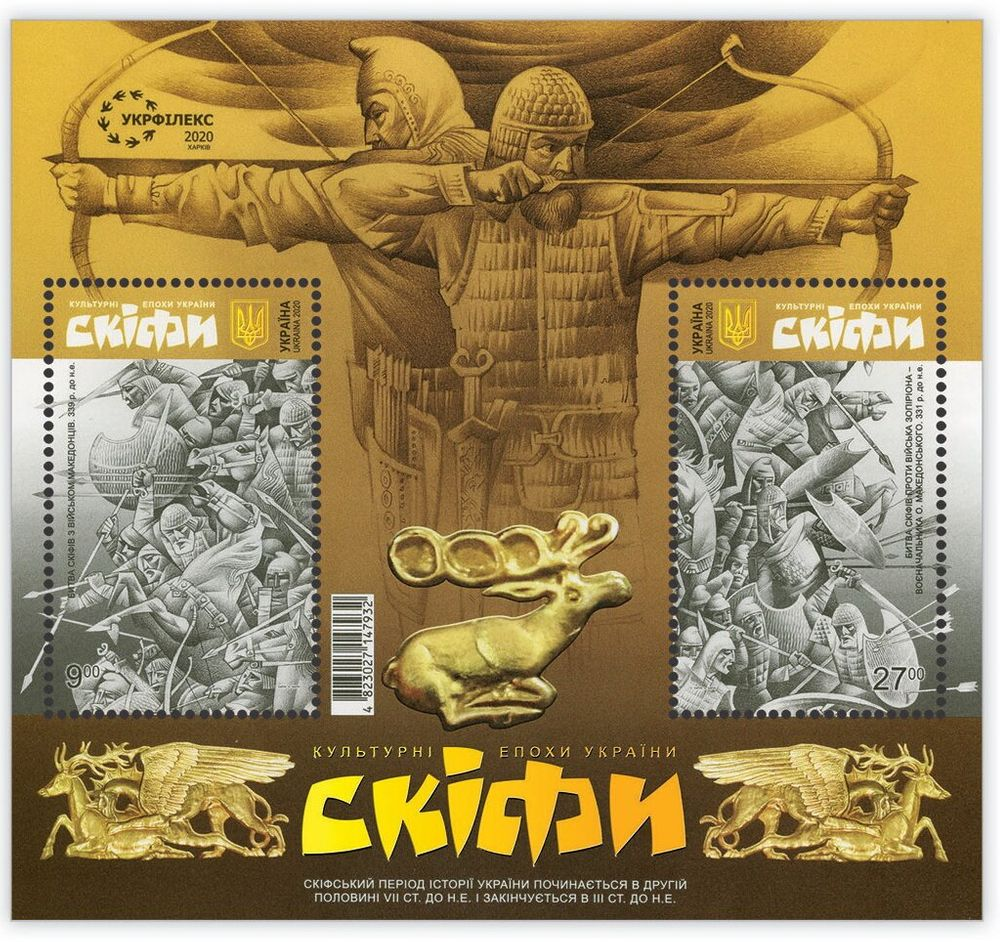
Блок із 2-х марок Укрпошти «Культурні епохи України. Скіфи»: «Битва Скіфів з військом Македонців. 339 р. до н. е.», «Битва Скіфів проти війська Зопіріона — воєначальника О. Македонського. 331 р. до н. е.»

Скі́фи, або ски́ти (грец. Σκύϑαι; самоназва «сколоти»: грец. Σκολότοι), — екзоетнонім грецького походження, який у сучасній науковій та художній літературі застосовується до практично всіх племен, що мешкали у VII—III ст. до н. е. на землях сучасної України від Дунаю до Дону, всю цю територію Геродот називав Велика Скіфія. На землі нинішньої України скіфи прийшли у VII столітті до нашої ери, перетнувши Кавказ і захопивши Кімерію, частково витіснивши в закавказзя й Малу Азію та асимілювавши кімерійський етнос, і стали панівною силою у степах та лісостепах на північ від Понту.
За 4 століття життя скіфи пізнали великий розквіт і занепад. Відомості про скіфів засвідчують грецькі (особливо Геродот) і римські автори та археологічні знахідки. На рубежі IV—III ст. до н. е. під тиском сарматів значна частина скіфів залишила обжиті землі й перебралася до Кримського півострова, решта здебільшого були підкорені та асимільовані сарматами Подекуди вони відомі аж до III ст. н. е. Невеликі держави так званих пізніх скіфів зберігались на території Криму, нижньої Наддніпрянщини та в Добруджі. Вони відомі за назвою Мала Скіфія. У передгірї на території Криму частина скіфів злилася з таврами, утворивши тавроскіфів.

## Походження
За найпоширенішою версією скіфи належали до іранської групи народів індоєвропейської сім'ї (версія заснована на аналізі слів з мови скіфів, які трапляються в писемних пам'ятках тих часів, переважно грецьких. Кількість слів — близько 200, переважно імена людей).
Костянтин Тищенко, професор кафедри Близького Сходу при Київському національному університеті ім. Т. Шевченка, зазначав, що до іранських мовних запозичень в українській мові належать такі слова, як пан, терези, джура, шаровари. Це пізні запозичення. На його думку є і прадавні запозичення. Наприклад: «дбати — дбайливий», «бачити — обачний», «тривати — тривалий», «жвавий — жвавішати», «почвара — потвора», «кат — катувати» — ось такі запозичення в давні часи, які спільні з білоруською і польською мовою передусім.
Значні іранські мовні запозичення в українській мові обумовленні передусім проживанням скіфів на землях сучасної України від Дунаю до Дону, всю цю територію Геродот називав Велика Скіфія. На землі нинішньої України скіфи прийшли у VII столітті до нашої ери, перетнувши Кавказ, захопили Кімерію, створили скіфо-кімерійський етнос і стали панівною силою в понтійському степу.
Антропологічно сколоти степової зони відповідали морфологічним варіантам Зрубної культури.
У перських та індійських джерелах скіфи відомі як сака та шака відповідно.
За Діодором походять від Скіфа, сина Зевса. Він мав синів Пала і Напа. Саме Пал вважається предком палів (скитів).
Геродот повідомляє три перекази про походження скіфів: «За розповідями скіфів, народ їх — наймолодший з усіх. А було це так. Першим жителем цієї ще безлюдної тоді країни був чоловік на ім'я Таргитай. Батьками цього Таргитая, як кажуть скіфи, були Папай і дочка річки Борисфену богиня Апі. Такого роду був Таргитай, а у нього було троє синів: Ліпоксай, Арпоксай і наймолодший — Колаксай. В їх царювання на Скіфську землю з неба впали золоті предмети: плуг, ярмо, сокира і чаша.
Першим побачив ці речі старший брат. Ледве він підійшов, щоб підняти їх, як золото запалало. Тоді він відступив, і наблизився другий брат, і знову золото було охоплене полум'ям. Так жар палаючого золота відігнав обох братів, але, коли підійшов третій, молодший, брат, полум'я згасло, і він відніс золото до себе в будинок. Тому старші брати погодилися віддати царство молодшому. Так от, від Ліпоксая, як кажуть, сталося скіфське плем'я, зване авхати, від середнього брата — плем'я катіар і траспіїв, а від молодшого з братів — царя — плем'я паралати. Всі племена разом називаються сколотами, тобто царськими. Елліни ж звуть їх скіфами.
Так розповідали скіфи про походження свого народу. Вони думали, втім, що з часів першого царя Таргитая до вторгнення в їх землю Дарія (512 р. до н. е.) пройшло якраз тільки 1000 років.
Елліни оповідали, що одного разу Геракл, коли гнав Геріонову худобу, забрів у землю Гілея, що була ще безлюдна. Прокинувшись після сну, він побачив, що худоба зникла. Обійшовши всю ту землю у пошуках худоби, зайшов до країни, що зветься Лісистою. Там у печері зустрів діву-змію (Богиня зі зміями). Вона сказала що худоба в неї, але віддасть її лише після того, як Геракл з нею залишиться. У неї з'явилося троє синів. Одного назвала Агафірсом, другого Гелоном, а молодшого Скіфом. Вона таки віддала худобу Гераклу і запитала, хто з синів має залишитись на цій землі, а хто піти, коли подорослішають. Геракл натягнув лук і сказав, що той з трьох синів, хто, досягнувши дорослого віку, подужає натягнути лук, той має залишитись. Двоє синів — Агафірс і Гелон не могли впоратися із завданням натягти лук Геракла, і мати вигнала їх з країни. Молодшому ж, Скіфу, вдалося виконати завдання, і він залишився в країні. Від цього Скіфа, сина Геракла, ведуть рід усі скіфські царі.
Існує ще й третій переказ. Він говорить так. Кочові племена скіфів мешкали в Азії. Коли масагети витіснили їх звідти військовою силою, скіфи перейшли Аракс і прибули до кімерійської землі (країна, нині населена скіфами, як кажуть, здавна належала кімерійцям). З наближенням скіфів кімерійці почали радитися, що їм робити перед лицем численного ворожого війська. І ось на раді думки розділилися. Хоча обидві сторони вперто стояли на своєму, але перемогла пропозиція царів. Народ боротьби не хотів і був за мирне співпроживання зі скіфами. Царі же зі знаттю, навпаки, вважали за необхідне воювати, бо боялися втратити владу і привілеї. Прийнявши таке рішення, кімерійці розділилися на дві рівні частини і почали між собою боротьбу. Билися завзято, з великими втратами для обох сторін. Усіх полеглих у братовбивчій війні народ кімерійський поховав біля річки Тираса (могилу царів там можна бачити ще й понині). Решта кімерійської знаті покинули свою країну, а на їхнє місце прийшли скіфи.
І досі ще у Скіфській землі існують кімерійські укріплення та кімерійські переправи; є також і область, що зветься Кімерія, і так званий Кімерійський Боспор. Рятуючись втечею від скіфів в Азію, кімерійці зайняли півострів там, де нині еллінське місто Синопа. Відомо також, що скіфи в гонитві за кімерійцями збилися зі шляху і вторглися до мідійської землі. Адже кімерійці постійно рухалися вздовж узбережжя Понту, скіфи ж під час переслідування трималися зліва від Кавказу, поки не вторглися в землю мідян. Так ось, вони повернули вглиб країни.»

## Палеогенетика
Сучасні нащадки західних скіфських груп зустрічаються серед різних народів на Кавказі та в Центральній Азії, тоді як схожість зі східними скіфами виявляється більш широкою, але майже виключно серед тюркомовних кочових (у минулому) народів, зокрема з представників кипчацької гілки тюркських мов.

## Прихід скіфів у Північне Причорномор'я

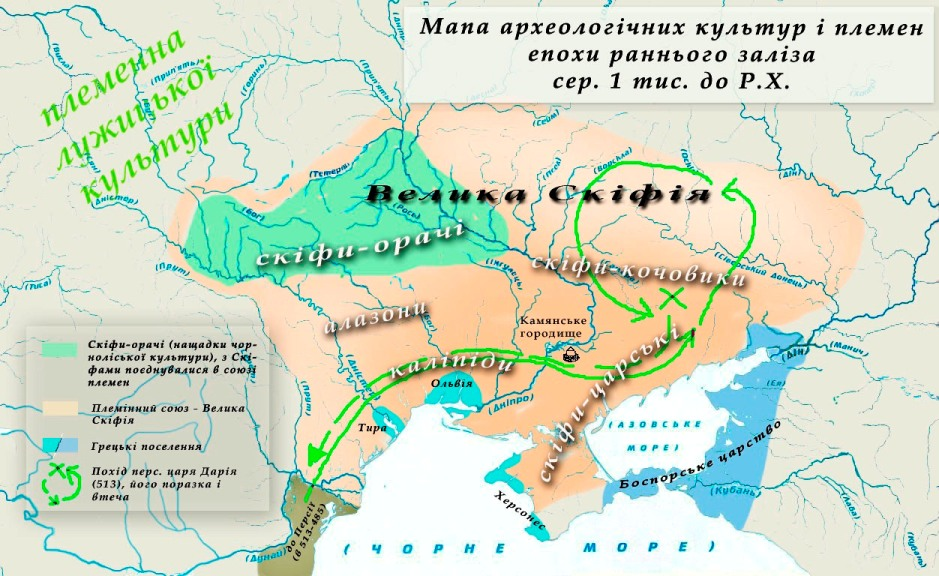
Мапа розселення скіфських племен у Північному Причорномор'ї

Обставини появи скіфів у степах Північного Причорномор'я не зовсім ясні. Стародавні джерела тлумачать цю подію по-різному. Геродот, який присвятив Скіфії одну з дев'яти книг своєї «Історії», викладав таку версію: прабатьківщина скіфів розташована десь на схід від Кімерії, однак під тиском сусідніх кочових племен — масагетів, вони покинули свої землі й вирушили в пошуках нової долі на захід. Урешті-решт їхні орди наблизилися до кімерійських пасовищ. Геродот далі пише:
| При навалі скіфів кімерійці почали радитися, оскільки військо наступало велике, й думки їхні розділилися… На думку народу, треба було залишити країну, а не наражатися на небезпеку, зостаючись віч-на-віч із численним ворогом. А на думку царів, слід було битися за країну проти загарбників. І народ не хотів коритися, й царі не хотіли слухатися народу. Перші радили піти, віддавши без бою країну тим, хто до неї вдерся. А царі, згадавши про те, скільки хорошого вони тут зазнали і скільки можливого лиха спіткає їх, вигнанців з вітчизни, вирішили померти і спочивати у своїй землі, але не тікати разом із народом. Коли ж вони ухвалили це рішення, то поділилися на рівні половини й почали битися один з одним. Й усіх їх, що загинули від руки один одного, народ кімерійців поховав біля річки Тирас, і могилу їхню й тепер видно |
Події, описані Геродотом у V ст. до н. е., датуються початком VII ст. до н. е. До цього ж часу належать і найранніші згадки про скіфів у писемних джерелах, а саме в ассирійських клинописних документах 70-х років VII ст. до н. е.

## Скіфи в Передній Азії
На час приходу скіфів у Східне Надчорномор'я ассирійський престол посідав цар Асархаддон (680—669 рр. до н. е.), якому, так само як і майже всім його попередникам, доводилося вести напружену дипломатичну та збройну боротьбу за збереження ассирійської зверхності в Передній Азії. А поява скіфів на північних кордонах Ассирійської держави стурбувала її володарів. Тому вони почали шукати шляхів до порозуміння зі скіфами. Зберігся письмовий запит Асархаддона до оракула бога Шамаша: чи дотримуватиметься свого слова Партатуа — цар «країни Ішкуза» (проводир скіфів), якщо візьме за дружину ассирійську царівну. Невідомо, чи було реалізовано плани щодо цього династичного шлюбу, але, як свідчать подальші події, ассирійці все-таки досягли якоїсь домовленості з кочовиками.
Скіфи допомогли новому союзнику в його боротьбі проти повсталих 673 року до н. е. мідійських племен (територія розселення останніх прилягала до східного кордону Ассирії і входила до зони її впливу). Ще значнішу роль цей союз відіграв кілька десятиліть по тому, коли Мідія, вже здобувши незалежність, рушила своїм військом в Ассирію. Мідійці взяли в облогу столицю Ассирії Ніневію. На поміч обложеним прийшло «величезне військо скіфів, яке очолював цар скіфів Мадій, син Прототія» (Геродот «Історія» Кн. 4. Абз. 103.). Більшість дослідників уважає, що Прототій Геродота і Партатуа ассирійських джерел — одна й та сама особа. У такому разі цілком можливо, що матір'ю Мадія була дочка Асархаддона, якщо згадати його спробу владнати династичний шлюб.
Розбивши мідійців, загони скіфів могутньою хвилею затопили майже увесь Давній Схід і зупинилися лише на кордонах Єгипту. Так розпочалося їхнє більш як двадцятип'ятирічне володарювання в Передній Азії, що припало на другу половину VII ст. до н. е. Вирішальною мірою до цього спричинилося втручання скіфів у боротьбу Ассирії з ворожими їй країнами. Збіг історичних обставин висунув північних кочовиків на роль третьої і вирішальної сили в цьому регіоні. Однак через деякий час ситуація змінилася. 612 року до н. е. об'єднані сили Мідії та Вавилонського царства здобули Ніневію, а за кілька років остаточно загинула Ассирійська держава. Усе це змінило розташування сил на політичній арені Передньої Азії, а разом із тим зруйнувало й самі підвалини скіфського панування. Та, незважаючи на несприятливі для них події, скіфи ще досить довго залишалися тут значним військовим чинником, про що свідчить, наприклад, їхня участь у війні між мідійським царем Кіаксаром і володарем малоазійського царства Лідія Аліаттом (закінчилася близько 585 р. до н. е.).
Свідчення писемних джерел щодо передньоазіатської епопеї скіфів, яка тривала близько 100 років, підтверджуються й археологічними даними. Йдеться насамперед про характерні бронзові наконечники стріл, знайдені в різних пунктах Закавказзя, Малої та Передньої Азії. З тим, ці знахідки не обов'язково фіксують безпосередню присутність степовиків в якомусь конкретному місці,— адже разом зі скіфським луком цей тип стріл досить широко увійшов до арсеналу бойових засобів місцевих народів (так, Геродот розповідає, що саме скіфи навчали стріляти з лука синів Кіаксара). Але, в будь-якому випадку поширення згаданих наконечників пов'язане з походами північнопричорноморських кочовиків до Передньої Азії й археологічно відбиває ці події. На Близькому Сході виявлені кілька форм для відливання таких наконечників. Одна з них, що походить з іракського міста Мосул (зберігається у Британському музеї в Лондоні), виготовлена з бронзи й призначена для одноразової відливки трьох виробів. Л. Ундервуд експериментував із цією формою й дійшов висновку: за допомогою кваліфікованих помічників він особисто здатний щотижня виготовляти до 10 тис. наконечників, а в давнину кілька таких портативних «майстерень» могли б цілком задовольнити потреби п'ятитисячного загону лучників.
Серед знахідок, пов'язаних зі скіфами, чи не найцікавішою є так званий Саккизький скарб, виявлений в Іранському Курдистані. Цей комплекс являє собою інвентар зруйнованого поховання скіфського вождя другої половини VII ст. до н. е. Значну частину скарбу становлять ювелірні вироби східного типу. Відповідь на запитання: як вони потрапили до рук степового можновладця є у Геродота: «Протягом двадцяти восьми років скіфи панували в [Передній] Азії й за цей час вони, сповнені нахабства і презирства, все спустошили. Бо, крім того, що вони з кожного стягали данину, яку накладали на всіх, вони ще, об'їжджаючи країну, грабували в усіх те, чим кожний володів».

### Скіфи та Північний Кавказ
У період передньоазіатських походів основною територією, де мешкали скіфські племена, були степи Прикубання й Північного Кавказу, сполучені зручними природними комунікаціями — через східне узбережжя Чорного моря, центральнокавказькі перевали, узбережжя Каспійського моря — із Закавказзям та Передньою Азією. Саме тут, у рівнинних місцевостях сучасних Краснодарського і Ставропольського країв, Кабарди, Північної Осетії, Чечні та Інгушетії, відкрита найбільша кількість відомих на сьогодні скіфських поховальних пам'яток VII—VI ст. до н. е. Тому є всі підстави локалізувати в цьому регіоні найдавніше скіфське об'єднання, відоме в ассирійських джерелах як «царство Ішкуза».
Багата здобич, яка стікалася в кочовища «царства» з Передньої Азії, поступово осідала в підкурганних могилах кочової знаті. Найвідоміші з тутешніх скіфських курганів — Келермеські, Ульські, Ставропольські — зберігали під своїми насипами зразки ювелірного мистецтва, величезну кількість предметів озброєння, різноманітний посуд тощо. Наприклад, взимку 1903—1904 рр. гірничий технік Д. Г. Шульц, зовсім не маючи археологічного досвіду, по-грабіжницькому розкопав на околицях станиці Келермеської (поблизу Майкопа) чотири кургани. З них походять «золота пантера» (прикраса щита), золоті чаші, діадеми, меч у золотих піхвах, оздоблених зображеннями фантастичних звірів, коштовні деталі ассирійських тронів, а також чимало інших цікавих знахідок. З-поміж речей Келермеса, крім безсумнівної воєнної здобичі (прикраси тронів), було багато золотих предметів, виконаних у відповідності до уподобань скіфів, але майстрами, котрі явно не до кінця розуміли мистецькі канони суспільства, з якого походили замовники. Не виключено, що ці предмети виготовлялися в царських майстернях злотоковалями, захопленими скіфами в полон у південних країнах і виведеними в далекі степи. У 1904 р. до Келермеса виїхав відомий археолог М. І. Веселовський, який дослідив тут два кургани. Вони були пограбовані ще в давнину, але важливіше те, що науковець з'ясував конструкцію келермеських поховань. Вони здійснювалися у великих підквадратних у плані ямах (8,5X8,5 і 10,7X10,7 м), по краях яких укладали забитих коней із пишно оздобленими вуздечками. Взагалі коні — головне багатство і предмет гордощів кочовика — присутні майже в усіх заможних скіфських могилах «царства Ішкуза», однак абсолютним «рекордсменом» у цьому відношенні є курган № 1 поблизу Ульського аулу (тепер — аул Уляп Адигейської АО). У 1898 р. Веселовський розкрив у ньому скелети більш ніж 400 коней; 360 лежали біля дерев'яних конов'язів, 50 — у насипу на спеціальному майданчику.
Ці та подібні до них пам'ятки дають яскраве уявлення про один із найвищих піків у розвитку скіфських племен, який у часі збігався з періодом передньоазіатських походів, а територіально був пов'язаний зі степовими районами між Кубанню на заході та сучасним Дагестаном на сході.
Однак після завершення перебування скіфів у Передній Азії центр їхньої життєдіяльності поступово змістився в північнопричорноморські степи. За Геродотом, на шляху до Північного Причорномор'я скіфів «чекало лихо, не менше, ніж війна з мідянами. Адже жінки скіфів унаслідок довгої відсутності чоловіків вступили у зв'язок з рабами… Від цих-то рабів і жінок скіфів виросло молоде покоління. Дізнавшись про своє походження, юнаки почали противитись скіфам, коли ті повернулись із Мідії». Звісно, напівлегендарний, фольклорний характер цієї оповіді не дає змоги сприймати її як конкретне історичне свідчення, проте немає жодного сумніву, що Геродот спирався на усні перекази, що у трансформованому вигляді відображали якісь реальні події, пов'язані з остаточним утвердженням скіфів на степових обширах Північного Причорномор'я.

## Вірування скіфів
Оскільки скіфи не мали власної писемності і не залишили по собі якихось писемних джерел, дані про їх вірування ми беремо із заміток давніх греків (передусім Геродота). Маємо деякі відомості про скіфський пантеон. Геродот пише, що верховним божеством серед скіфів була Табіті, яку він ототожнює з грецькою богинею Гестією. Для скіфів Табіті була праматір'ю всього їх народу, а також символом світла та вогню. Важливе місце займав і Папай — бог неба, творець людей. Його дружина Апі очолювала пантеон. Про цю "трійцю" нам відомо найбільше. Про інших божеств даних мало, або ж вони не до кінця зрозумілі. Це стосується, наприклад, Гойтосіра (можливо, бог полювання) або Аргімпаси (ймовірно, богиня родючості). Богом війни для скіфів був Арей. Вважається, що тільки йому кочовики могли принести в жертву людей.
Також серед скіфів шанувався Геракл, якого іноді вважали своїм родоначальником. У шануванні Геракла вбачаємо вплив давніх греків, з якими скіфи часто взаємодіяли — як мирно, так і агресивно, ведучи війни. Головними "партнерами" в таких відносинах виступали міста-колонії, такі як Ольвія, Тіра та Херсонес. 
Скіфи не будували храмів. Натомість вони зводили чисельні святилища та тотеми (наприклад, кам'яні баби), де проводили свята, збори, приносили жертви. Судячи з інформації, яку надає Геродот, скіфи мали багато різних культів — культ героїв, культ предків, культ мертвих і т.д.

## Скіфи у християнській літературі
У святому Писанні кілька разів згадано про скіфів, зокрема в посланні апостола Павла до Колоссян (3:11) говориться: «де немає ні елліна, ні юдея, ні обрізання, ні необрізання, варвара, скіфа, раба, вільного, але все і в усьому Христос».
За свідченням візантійських істориків, зокрема істориків церкви V—VII ст. (напр. Тертулліан), а також Повісті минулих літ та деяких інших джерел, в I ст. н. е. серед скіфів починає поширюватись християнське вчення, яке їм проповідував сам апостол Андрій (за іншими даними — Хома). На жаль про ті часи відомо дуже мало, оскільки в цей час християнська віра тільки починала поширюватись у світі, не існувало усталеної практики богослужінь, богослужебних книг, церковних споруд, не проводилися церковні собори і т. д. — православне християнське вчення, особливо серед варварів передавалося в усній формі (Святий Переказ) безпосередньо через проповідників.
Хоч би як там було, вже з III ст. стала відомою Скіфська єпархія єдиної вселенської християнської Церкви. Про те, що у Скіфії існує сильна християнська спільнота з власною християнською традицією, довідуємось з історії Вселенських соборів, на одному з яких (Халкідонському) група присутніх там монахів-скіфів твердо стала на захист православної віри проти несторіанської єресі.
У часи Великої Гунії й Булгарії, які, судячи з усього, включили до свого складу колишні скіфські племена, християнська віра дещо занепала, багато її прибічників переселяються на землі Ромейської імперії. Варто зауважити, що з часом тут розселилися племена слов'ян, які перейняли християнську православну культуру, що може свідчити про передачу стародавньої традиції. Багато даних вказують на те, що слов'яни були племенами змішаного походження, у формуванні яких колишні скіфські та сарматські племена зіграли важливу роль. Саме на слов'янську (староболгарську) мову вперше на цих землях перекладають богослужебні книги і книги Святого Письма[джерело?].

## Скіфський поховальний обряд
Скіфські поховання — мають велике історичне значення. Вони є невичерпним джерелом історичних відомостей, важливих для реконструкції побуту, укладу життя кочових племен. На основі численних археологічних знахідок історики можуть досить точно відтворити елементи одягу, прикраси, а за допомогою джерел антропологічного характеру можуть відтворити також зовнішність кочових народів. Не менш важливу роль відіграють також вірування скіфів. Наприклад віра в потойбічне життя створила складний і пишний поховальний обряд.

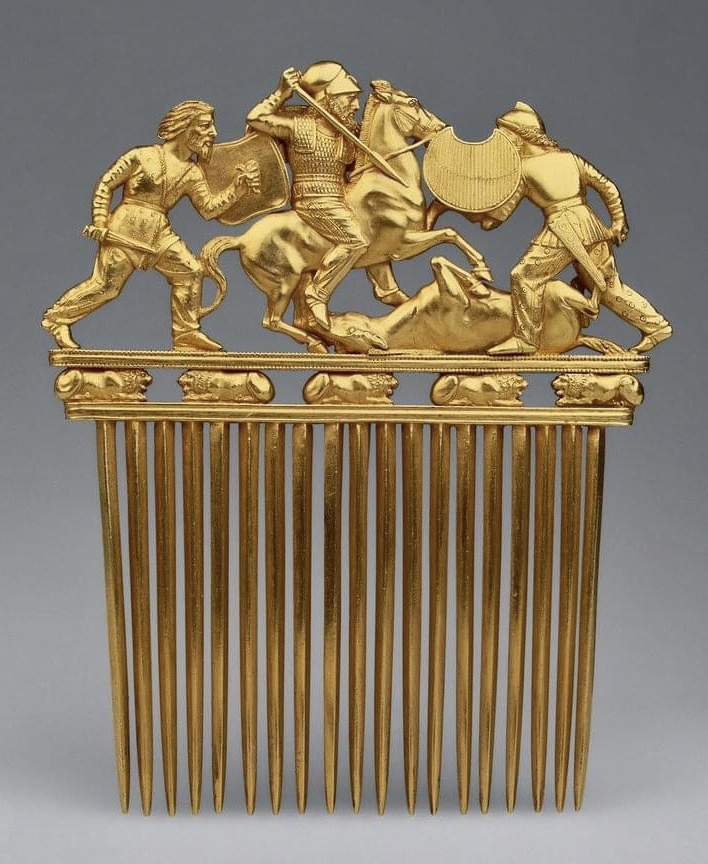
Скіфський золотий гребінь з кургану Солоха

Особливий інтерес представляють відомості про те, як скіфи ховають своїх царів. Геродот розповідав про це досить докладно: «Могили царів знаходяться в області Герра, в тому місці, до якого Борисфен судноплавний. Тут кожен раз, коли у них помирає цар, вони риють в землі велику чотирикутну яму. Коли ж вона готова, беруть труп, тіло натирають воском, живіт, розрізаний і очищений, заповнюють нарізаними, пахощами, насінням селери, анісу, зашивають і відвозять тіло на возі до іншого племені. Ті ж, коли отримують труп, роблять в точності те ж, що й царські скіфи: відрізують собі частину вуха, волосся обстригають кругом, на руках роблять надрізи, лоб і ніс роздряпують, ліву руку проколюють собі стрілами. Звідти труп царя відвозять на возі до іншого племені з тих, над якими вони панують; за ними йдуть ті, яких вони відвідали перед тим. Щойно вони, везучи труп, обійдуть всіх, вони приїздять до Геррів, одну з наложниць і виночерпія, і кухаря, і конюха, і слугу, і вісника, і коней, і початки всього іншого, і золоті чаші, — сріблом і міддю вони зовсім не користуються. Зробивши це, вони все насипають великий курган, змагаючись між собою і прагнучи зробити його якомога вище» (IV , 71). Опис вельми вражає. Швидше за все дізнатися всі ці подробиці міг тільки від учасника похорону. Щодо документальних підтверджень, то тут можна навести як приклад Чортомлицький курган, який був розкопаний у 1862—1862 рр. І. Є. Забєліним біля Чортомлицьких хуторів (нині с. Чкалове) поблизу міста Нікополь. Це — один з найбільших скіфських царських курганів. У діаметрі приблизно 130 м і висотою близько 20 м.
Курган мав конусоподібну форму. В основі насип був оточений величезними кам'яними брилами. Від східного сектора йшла вимощена каменем дорога довжиною 1,5 км. У насипі кургану в декількох місцях виявлено залишки 250 вуздечок: вудила, псалії, золоті оббивки від сідел, а також різні золоті та бронзові прикраси, бронзові навершя і наконечники стріл. Ці знахідки залягали на глибині 6 м від вершини кургану. А під насипом, на підкурганній поверхні на захід від центру залягали скупчення уламків амфор і кінських кісток. Тут же був скелет загнузданого перед смертю коня. Все це — сліди тризни після поховання.
Археологами відкриті центральна катакомба і три супроводжуючих її поховання коней з «конюхами». Була ще одна поховальна камера, яку одні дослідники вважають впускним похованням, а інші — основною частиною центральної катакомби. У південно-західній гробниці були поховані двоє чоловіків, прекрасно озброєні, з безліччю золотих прикрас. У першого був головний убір конічної форми, обшитий 29 золотими бляхами, золота гривня на шиї, золоті браслети і персні на руках. Він був оперезаний бронзовим лускатим поясом, на ногах — бронзові поножі. На поясі — меч в золотих піхвах, горит зі стрілами і нагайка, прикрашена золотою стрічкою. Зліва біля голови лежали чотири наконечники списів, бронзові та срібні посудини і горит, повний стріл. Другий воїн був похований скромніше. На шиї у нього була золота гривня, на руках — срібні браслети, кільце, на поясі — меч і горит з ножем. Це — слуги царя, померлі, щоб охороняти його в потойбічному світі.

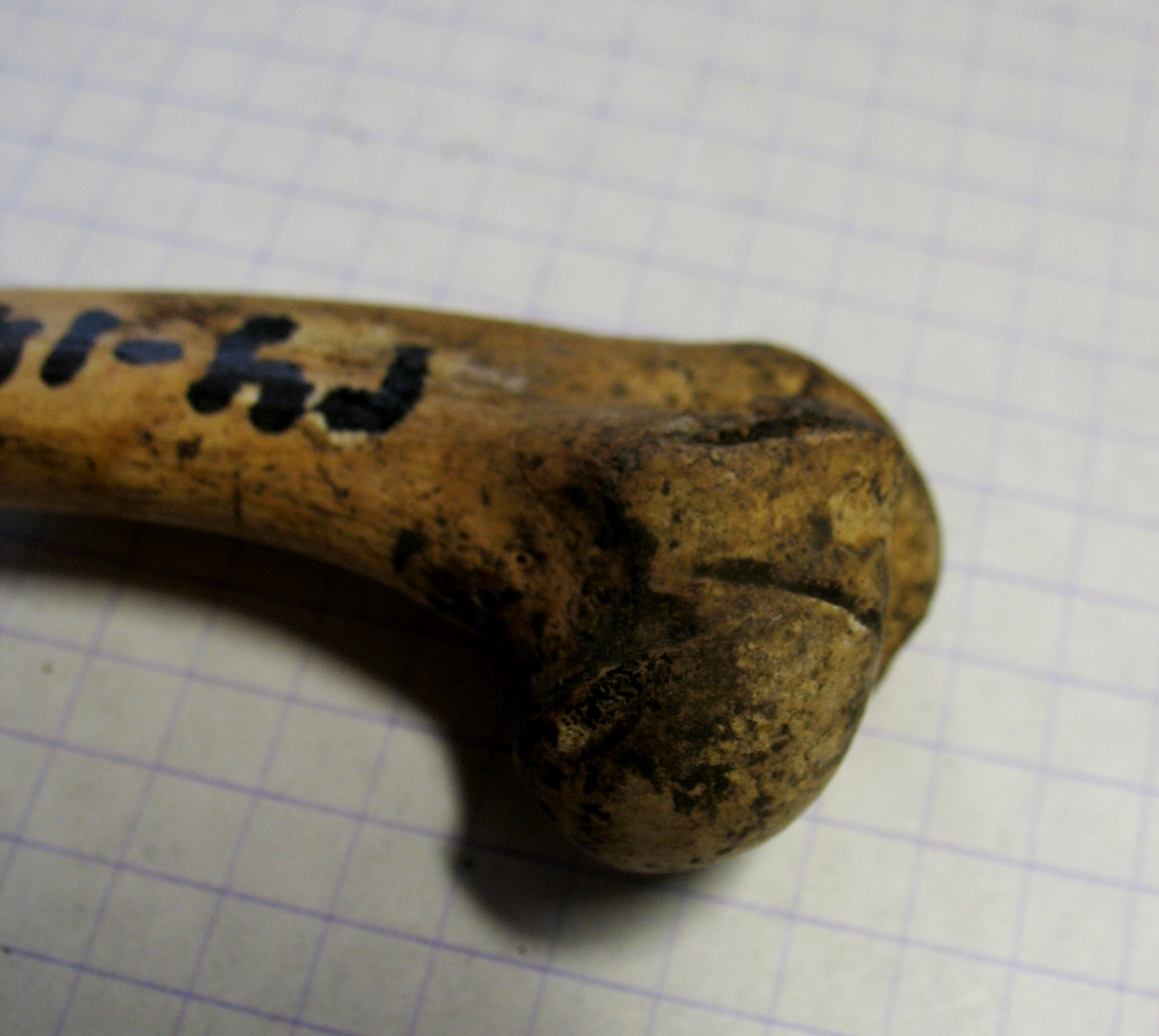
Сліди від ножа на плечовій кістці собаки, що свідчить про використання цього виду в їжу скіфами.

У північно-західній гробниці була похована жінка. Вона лежала в дерев'яному розписаному саркофазі. На голові у неї був головний убір конічної форми із золотими прикрасами, у вухах золоті сережки, на шиї — золота гривня, на руках — два золотих браслети і десять таких же перснів. Біля правої руки лежало бронзове дзеркало. На її сукню було нашито безліч золотих бляшок. Збоку поховали слугу або служницю. Поруч поставили 14 великих амфор. А в північному кутку були срібний лутерій і срібна амфора, прикрашена різними фризами. У південно-східній камері дослідники виявили скелет собаки, бронзовий казан, п'ять амфор і залишки кількох горитів з наконечниками стріл. А в глибині камери вдалося знайти близько 350 золотих прикрас.
У північно-східній камері були складені царські шати. Серед їхніх зотлілих решток знайдено більше 2500 золотих прикрас. Велика кількість коштовностей дозволяє уявити, якими розкішними були ці шати. Біля входу був похований воїн, мабуть, покликаний охороняти ці скарби. При скелеті знайдені горит (тобто сагайдак) зі стрілами, ніж, бронзова гривня і золотий перстень. Такий був похоронний комплекс центральної споруди. А на захід від його входу археологи виявили поховання коней і «конюхів». У трьох ямах лежали скелети 11 коней. На їх вуздечках і сідлах було багато золотих і срібних прикрас. А поруч були поховані два воїна зі зброєю і декількома золотими і срібними прикрасами, яких умовно можна назвати конюхами. Навіть при короткому ознайомленні з матеріалами розкопок Чортомлицького кургану неважко переконатися, що описаний Геродотом обряд поховання скіфського царя в основному має підтвердження.
Другий етап
Другий етап поховального обряду настає рівно через рік. Геродот розповідав: "Після закінчення року вони знову роблять наступне. (Це природні скіфи, так як царю прислужують ті, кому він накаже, а слуг, куплених за гроші, у них немає.) Так от, задушивши п'ятдесят чоловік цих слуг і п'ятдесят найкрасивіших коней, вийнявши у них нутрощі і очистивши, наповнюють половою і зашивають. Закріпивши на двох колодах перевернуту половину колеса, а іншу половину колеса на двох інших колодах і встромивши таким чином багато пар колод, вони потім, протикають коней в довжину до шиї товстими списами і піднімають їх на колеса. З цих коліс ті, що попереду, підтримують плечі коней, а ті, що позаду, підпирають черево ближче до стегон, при цьому обидві пари ніг висять у повітрі. Надіті на коней вуздечки і вудила вони натягають попереду і потім прив'язують їх до кілочків. Кожного з п'ятдесяти задушених юнаків, саджають по одному на коня, саджаючи таким чином: у кожен труп встромляють уздовж хребта до шиї прямий кіл; кінець цього кола, який виступає знизу, вони вбивають у просвердлений отвір іншого кола, що проходить крізь тіло коня. Розставивши таких вершників навколо могили, вони йдуть " (IV , 72). Даний обряд можна зіставити з обрядом вчинення тризни — поминального обряду.
Поховання простих скіфів
При розгляді цього питання знову звернемося до Геродота. Описавши царські обряди поховання, він розповідає також про те, як ховають простих скіфів: «Так вони ховають царів. Інших же скіфів, коли вони помруть, найближчі родичі везуть, поклавши на вози, до друзів кожен з цих друзів, приймаючи супроводжуючих у себе, рясно їх пригощає і ставить біля трупа все те ж, що й іншим. Померлих людей возять так сорок днів, потім ховають їх. Зробивши поховання, скіфи очищаються таким способом: вимивши і намастивши голови, вони проробляють з тілом наступне. Поставивши три жердини, нахилені одна до іншої, вони натягають навколо них вовняні покривала. Зсунувши покривала якомога щільніше, вони кидають в чан, поставлений в середині жердин і покривал, розпечені до червоного камені»(IV, 73).
Відомості про те, що небіжчика возять до друзів, підтверджує аналогічний звичай у осетин. У них небіжчика оплакують не тільки родичі, а й вся округа. Там же зафіксований обряд, коли небіжчика перед винесенням на кладовище спочатку кладуть на сани. Б. А. Калоєв бачить тут відгомони звичаю возити померлого царя по землі всіх підвладних йому племен.
Описаний Геродотом обряд очищення повністю підтверджується знахідками в курганах скіфського часу Гірського Алтаю. В умовах мерзлоти там прекрасно збереглися вироби з тканини, шкіри, повсті, дерева та інших матеріалів. Як зазначає С. І. Руденко, у всіх Пазарикських курганах, широко відомих своїми знаменитими знахідками, знайдені пов'язані вгорі ременем жердини, на які накидали повстяні або шкіряні покривала. А в поховальній камері 2-го Пазарикського кургану виявлені дві зв'язки по шість жердин кожна, що стояли над бронзовими курильницями або котлами, які були наповнені обпаленими камінням, причому ручки котлів були обгорнуті берестом. Такі споруди, цілком ймовірно, скіфи споруджували і в курганах степової та лісостепової Скіфії, але вони не зберігаються і залишають дуже мало слідів. А гірськоалтайські кургани за ступенем збереженості знахідок являють собою унікальне явище і дають матеріали, які практично неможливо отримати в інших регіонах. Як наголошує С. І. Руденко, вони повністю підтверджують описаний Геродотом поховальний обряд. Тут усе узгоджується з даними Геродота: форма і устрій поховальної камери, розкішна колісниця, багата збруя коней, поховання поблизу останнього притулку господаря, умертвіння воїнів, слуги, наложниці, що пішли за своїм повелителем до загробного світу, бальзамовані тіла померлого тощо.

## Відомі скіфи
Серед відомих скіфів:
- Анахарсіс — один із засновників європейської, «грецької», античної філософії, один із «7 мудреців античності».
- Демосфен — давньогрецький оратор. Його бабуся по материній лінії була скіф'янкою.
- Мардоній Русус — вчитель імператора Юліана Відступника (331—362 рр.), освічений, хрещений таємно, у 358 р. прийняв римське громадянство 348. З 359 по 376 на римській службі. Великий шанувальник філософії епохи язичництва, євнух. Служив при трьох імператорах отримавши звання префекта (360 р.), хоча майже не служив в римській армії.
- Діонісій Малий (475—†550 роки життя).

### Царі
- Легендарні царі-засновники:
  - Таргітай;
  - Колаксай, молодший син Таргітая.
- Царі у Перекавказько-Передньоазійській Скіфії доби передньоазійських походів (7 сторіччя до н. е.):
  - Ішпака;
  - Партатуа;
  - Мадій, син Парпатуа;
  - Аріант, напівлегендарний цар, що повернув скіфів на Передкавказзя й вперше ввів податок у 1 мідяний наконечник й таким чином здійснив перший скіфський перепис.
- Царі у Надчорноморській Скіфії кінця 7 сторіччя — кінця 6 сторіччя до н. е.:
  - Спаргапіф;
  - Лік, син Спаргапіфа;
  - Гнур, син Ліка;
  - Савлій, син Гнура;
  - Іданфірс, син Савлія, цар скіфо-перської війни; йому підпорядковувалися 2 молодших царі:
    - Скопасіс;
    - Таксакіс;
- Царі у Надчорноморській Скіфії 5 сторіччя до н. е.:
  - Аргот, традиційно невідомий цар між Іданфірсом й Аріапіфом, ім'я царя Аргота нещодавно прочитане на персні царя Скіла;
  - Ариапіф, існує думка, що він був сином й спадкоємцем Іданфірса;
  - Скіл, син Аріапіфа, був скинутий за зраду скіфським звичаям й страчений своїм братом Октамасадом;
  - Октамасад, син Аріапіфа.
- Цар 4 сторіччя до Р.Х:
  - Атей (загинув 339 року до н. е.), останній відомий цар скіфів.[15]

## Інтернет-ресурси
- Скіфи